# Бежецкий переулок (Санкт-Петербург)
Бе́жецкий переу́лок — переулок в Приморском районе Санкт-Петербурга. Проходит от Земледельческой улицы до Сердобольской улицы. Далее продолжается Омской улицей.

## История
Переулок стал появляться на картах со второй половины XIX века. Тогда он был длиннее: шел от Сердобольской улицы за Земледельческую почти до Белоостровской. Всё это время переулок не имел собственного названия.
По меньшей мере с 2009 года предполагалось, что переулок, так же как и Омская улица, будет бульваром с зеленой зоной между двумя проезжими частями. Однако в 2018 году был утвержден новый проект планировки, согласно которому исчезла восточная проезжая часть несостоявшегося бульвара — ее включили в границы квартала.
27 февраля 2020 года переулку присвоили название Бежецкий. Топоним связан с тем, что Бежецкой в 1907—1964 годах называлась Омская улица, продолжающая Бежецкий переулок на север. Причем эта улица появилась на местности существенно позже, чем переулок. Включить Бежецкий переулок в состав Омской улицы оказалось невозможно из-за отсутствия резерва нумерации у Омской.

## Застройка
- № 3 — детский сад (2022[8])